# Nuneaton
Koordinaten: 52° 31′ N, 1° 28′ W
Nuneaton [nʌˈniːtən] ist eine Stadt im Verwaltungsbezirk Nuneaton and Bedworth im Norden der Grafschaft Warwickshire im mittleren England. Nuneaton ist die größte Stadt in Warwickshire mit 70.721 Einwohnern (Stand: 2001). Die Stadt liegt etwa 12 km nördlich von Coventry und 30 km östlich von Birmingham.

## Geschichte
Der Name Nuneaton stammt aus dem 12. Jahrhundert und leitet sich von einem benediktinischen Nonnenkloster (englisch nunnery) ab, um das herum der Ort sich bildete. Davor war Nuneaton eine Siedlung namens Etone. Die erste urkundliche Erwähnung des modernen Namens stammt aus dem Jahre 1247, in der „Nonne Eton“ erwähnt ist.
Nuneaton wuchs seit dem 17. Jahrhundert, weil es im Zentrum der Kohlenminen von Warwickshire liegt. Bei der ersten nationalen Volkszählung 1801 war Nuneaton bereits eine der größten Städte von Warwickshire mit ca. 5.000 Einwohnern. Während der industriellen Revolution im 19. Jahrhundert entwickelte sich in Nuneaton eine große Textilindustrie. 1901 wurden 25.000 Einwohner gezählt. Während des Zweiten Weltkriegs wurde Nuneaton durch Bombenabwürfe schwer beschädigt, und große Teile des Stadtzentrums mussten wiederaufgebaut werden.

## Verkehr
Nuneaton liegt nahe der Motorways M6 und M69 sowie an der Fernstraße A5.
Der Ort ist ein Eisenbahnknotenpunkt an der Kreuzung der West Coast Main Line von London Richtung Liverpool/Manchester mit der Hauptstrecke Birmingham – Leicester und einer Zweigstrecke nach Coventry. Im Personenverkehr wird der Bahnhof Nuneaton durch die Bahngesellschaften Central Trains und Virgin Trains bedient.

## Städtepartnerschaften
- Roanne, Frankreich
- Guadalajara, Spanien
- Cottbus, Deutschland

## Söhne und Töchter der Stadt
- George Eliot (1819–1880), Schriftstellerin
- Geoffrey Fisher GCVO, PC (1887–1972), Erzbischof von Canterbury und Primas der Church of England
- Richard Kenneth Guy (1916–2020), Mathematiker
- Caroline Graham (* 1931), Schriftstellerin
- Ciro Ciniglio (* 1933), Badmintonspieler
- Eric Lawlor (1937–2012), Snookerspieler
- Ken Loach (* 1936), Regisseur
- A. J. Quinnell (1940–2005), Autor
- Nigel Winterburn (* 1963), Fußballspieler
- Ben Daniels (* 1964), Schauspieler
- Graeme Obree (* 1965), Radrennfahrer
- Mick Price (* 1966), Snookerspieler
- Robert Schirle (* 1967), Autorennfahrer und Rennstallbesitzer
- Lee Hurst (* 1970), Fußballspieler
- Steve Webster (* 1975), Profigolfer
- Laura Harvey (* 1980), Fußballspielerin und -trainerin
- Stuart Attwell (* 1982), Fußballschiedsrichter
- Laura Bassett (* 1983), Fußballspielerin
- Peter Whittingham (1984–2020), Fußballspieler
- Matty Fryatt (* 1986), Fußballspieler
- Emma Lipman (* 1989), maltesisch-englische Fußballspielerin
- Ben Stawski (* 1990), Badmintonspieler
- Jake Dennis (* 1995), Automobilrennfahrer
- Alicia Mead (* 1995), Squashspielerin
- Ryan Howley (* 2003), walisisch-englischer Fußballspieler